# San Buenaventura (Bolivia)
San Buenaventura è un comune (municipio in spagnolo) della Bolivia nella provincia di Abel Iturralde (dipartimento di La Paz) con 8.036 abitanti (dato 2010).

## Cantoni
Il comune è suddiviso in 3 cantoni:
- Buena Ventura
- San José de Chupiamonas
- Tumupasa